# Mae Wong (huyện)
Mae Wong (tiếng Thái: แม่วงก์) là một huyện (amphoe) ở phía tây của tỉnh Nakhon Sawan, phía bắc Thái Lan.

## Lịch sử
Tiểu huyện (King Amphoe) Mae Wong được lập ngày 1 tháng 4 năm 1992, khi sáu tambon Mae Wong, Mae Le, Wang San, Khao Chon Kan, Pang Sawan và Huai Nam Hom đã được tách ra từ huyện Lat Yao. Huai Nam Hom đã được đưa trở lại huyện Lat Yai ngày 1 tháng 12 năm 1994.
 Ngày 11 tháng 10 năm 1997, tiểu huyện đã được nâng cấp thành huyện.

## Địa lý
Mae Wong là tên con sông bên trong Vườn quốc gia Mae Wong.
Các huyện giáp ranh (từ phía bắc theo chiều kim đồng hồ) là Pang Sila Thong và Khanu Woralaksaburi của tỉnh Kamphaeng Phet, Lat Yao, Chum Ta Bong và Mae Poen của tỉnh Nakhon Sawan, và Umphang của tỉnh Tak.

## Hành chính
Huyện này được chia thành 4 phó huyện (tambon), các đơn vị này lại được chia ra thành 67 làng (muban). Không có khu vực thành thị (thesaban), có 4 Tổ chức hành chính tambon.
| STT | Tên           | Tên tiếng Thái | Số làng | Dân số |  |
| --- | ------------- | -------------- | ------- | ------ |  |
| 1.  | Mae Wong      | แม่วงก์          | 9       | 6.914  |  |
| 3.  | Mae Le        | แม่เล่ย์          | 26      | 18.751 |  |
| 4.  | Wang San      | วังซ่าน          | 14      | 12.569 |  |
| 5.  | Khao Chon Kan | เขาชนกัน        | 18      | 14.471 |  |

Số 2 là Huai Nam Hom đã được chuyển cho Lat Yao.